# Bosc Comunal de Millars
El Bosc Comunal de Millars (en francès, oficialment, Forêt Communale de Millas) és un bosc de domini públic del terme comunal de Millars, a la comarca del Rosselló, de la Catalunya del Nord.
El bosc, que ocupa 0,68 km², està situat a l'extrem nord del terme comunal, en els vessants meridionals del massís de Força Real, o Mont Ner.
El bosc està sotmès a una explotació gestionada per la comuna de Millars. Té el codi identificador de l'ONF (Office National des Forêts) F16239O.